# Cas Janssens
Cas Janssens (Tilburg, Países Bajos; 3 de agosto de 1944-Nimes, Francia; 4 de julio de 2024) fue un futbolista neerlandés que jugó en la posición de delantero.

## Equipos
| Periodo   | Club               | Goles |
| --------- | ------------------ | ----- |
| 1965-1967 | NOAD Tilburg       | 24    |
| 1967-1970 | FC Wageningen      | 15    |
| 1970–1973 | NEC Nimega         | 35    |
| 1973–1974 | Nîmes Olympique    | 9     |
| 1974–1975 | OC de Charleroi    | 7     |
| 1975–1976 | FC Groningen       | 7     |
| 1976–1977 | US Noeux-les-Mines | 2     |

## Logros
- Goleador de la Eredivisie en 1973.